# Stereobalanus willeyi
Stereobalanus willeyi är en djurart som tillhör fylumet svalgsträngsdjur, och som beskrevs av Friedrich Ritter 1904. Stereobalanus willeyi ingår i släktet Stereobalanus och familjen Harrimaniidae. Inga underarter finns listade i Catalogue of Life.